# فيل غراهام
فيل غراهام (بالإنجليزية: Phil Graham)‏ هو مجدف كندي، ولد في 16 يوليو 1970 في هاليفاكس في كندا.

## وصلات خارجية
- فيل غراهام على موقع الاتحاد الدولي للتجديف (الإنجليزية)
- فيل غراهام على موقع اللجنة الأولمبية الدولية (الإنجليزية)
- فيل غراهام على موقع أوليمبيديا (الإنجليزية)
- فيل غراهام على موقع اللجنة الأولمبية الكندية (الإنجليزية)